# Andy Hinchcliffe
Andrew George ("Andy") Hinchcliffe (Manchester, 5 februari 1969) is een Engels voormalig voetballer die als linksachter speelde. Hinchcliffe speelde voor drie clubs gedurende zijn professionele carrière, Manchester City, Everton en Sheffield Wednesday. Met die laatste twee clubs kwam de verdediger in de Premier League uit.

## Clubcarrière

### Manchester City
Andy Hinchcliffe was als tiener vrijwel meteen eerste keus op de positie van linksachter bij Manchester City, waar hij debuteerde in 1986. Hinchcliffe scoorde op 23 september 1989 een doelpunt in de stadsderby tegen Manchester United, die met 5-1 door City gewonnen werd.

### Everton
Hinchcliffe transfereerde naar middenmoter Everton in 1990. Bij Everton maakte hij 7,5 seizoenen het mooie weer. Hinchcliffe behaalde zijn grootste succes als Everton-speler met de winst van de FA Cup in het voorjaar van 1995. Manchester United werd met 1-0 ingeblikt met een treffer van Paul Rideout. Bij de club waren toen spelers als Anders Limpar en Daniel Amokachi actief. Hinchcliffe maakte de finale vol als linkshalf. Hinchcliffe werd een voorname factor in een achterhoede die werd geleid door aanvoerder Dave Watson.

### Sheffield Wednesday
In de wintermercato van het seizoen 1997/1998 zette Hinchcliffe zijn handtekening onder een contract bij Premier League-club Sheffield Wednesday, waarmee hij zakte naar het Championship in 2000.
In maart 2002 beëindigde Hinchcliffe zijn carrière, nadat hij te maken kreeg met knieproblemen en een operatie moest ondergaan die geen soelaas meer bracht.
Hinchcliffe werkt reeds enkele jaren als voetbalanalist voor Sky Sports.

## Erelijst
| Competitie        |         |         |
| Competitie        | Aantal  | Jaren   |
| Everton           | Everton | Everton |
| ----------------- | ------- | ------- |
| FA Cup            | 1×      | 1994/95 |
| FA Charity Shield | 1×      | 1995    |

## Interlandcarrière
In zijn periode als speler van Everton werd hij zeven keer opgeroepen voor het Engels voetbalelftal. Zijn eerste interland was ook het debuut van Glenn Hoddle als bondscoach. Hinchcliffe debuteerde als dusdanig op 1 september 1996 tegen Moldavië. Engeland won de wedstrijd met 3-0. Zijn laatste wedstrijd was een 0-0 gelijkspel tegen Bulgarije op 10 oktober 1998.